# Stadtkirche Freyenstein

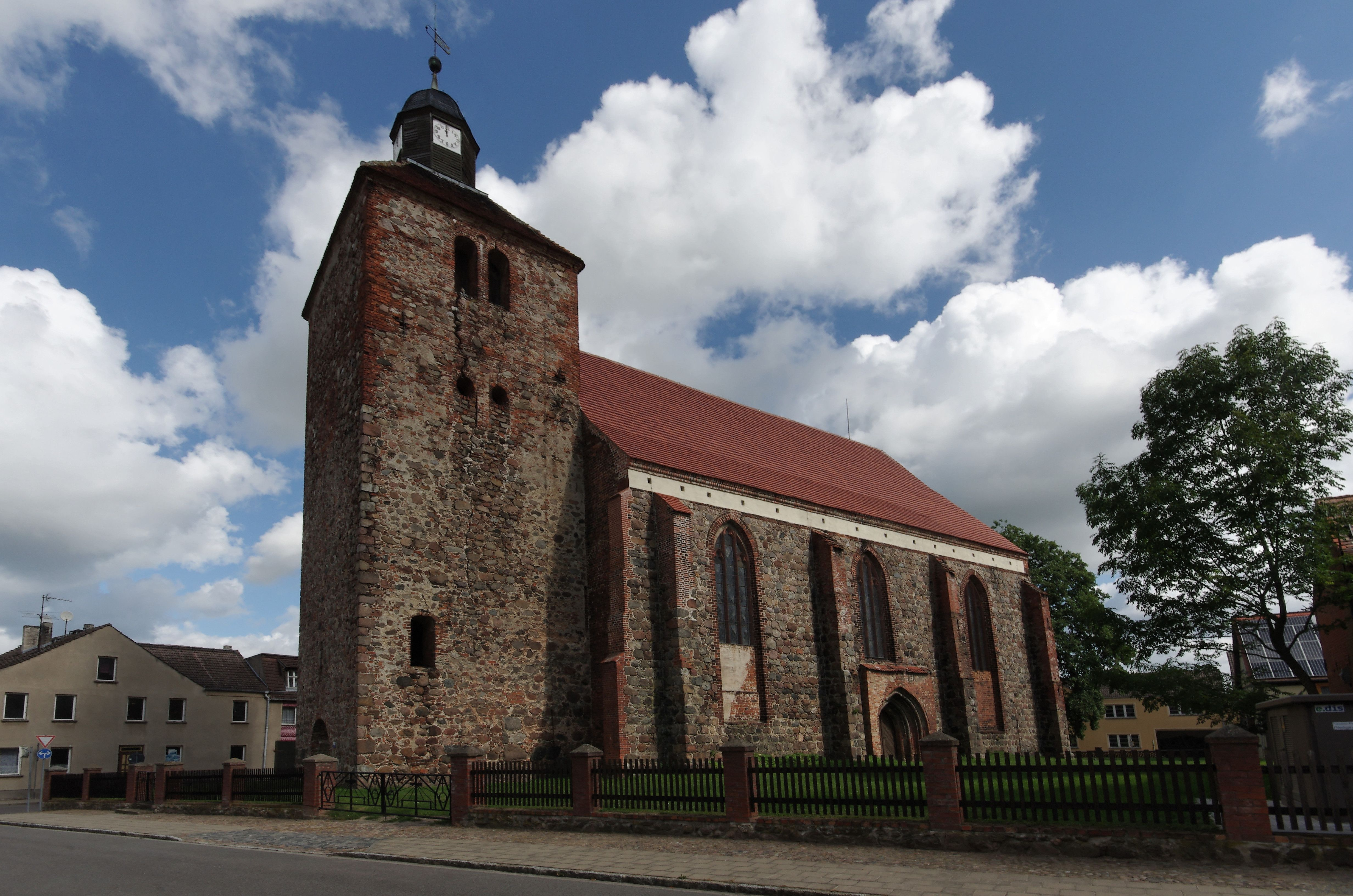
Stadtkirche Freyenstein

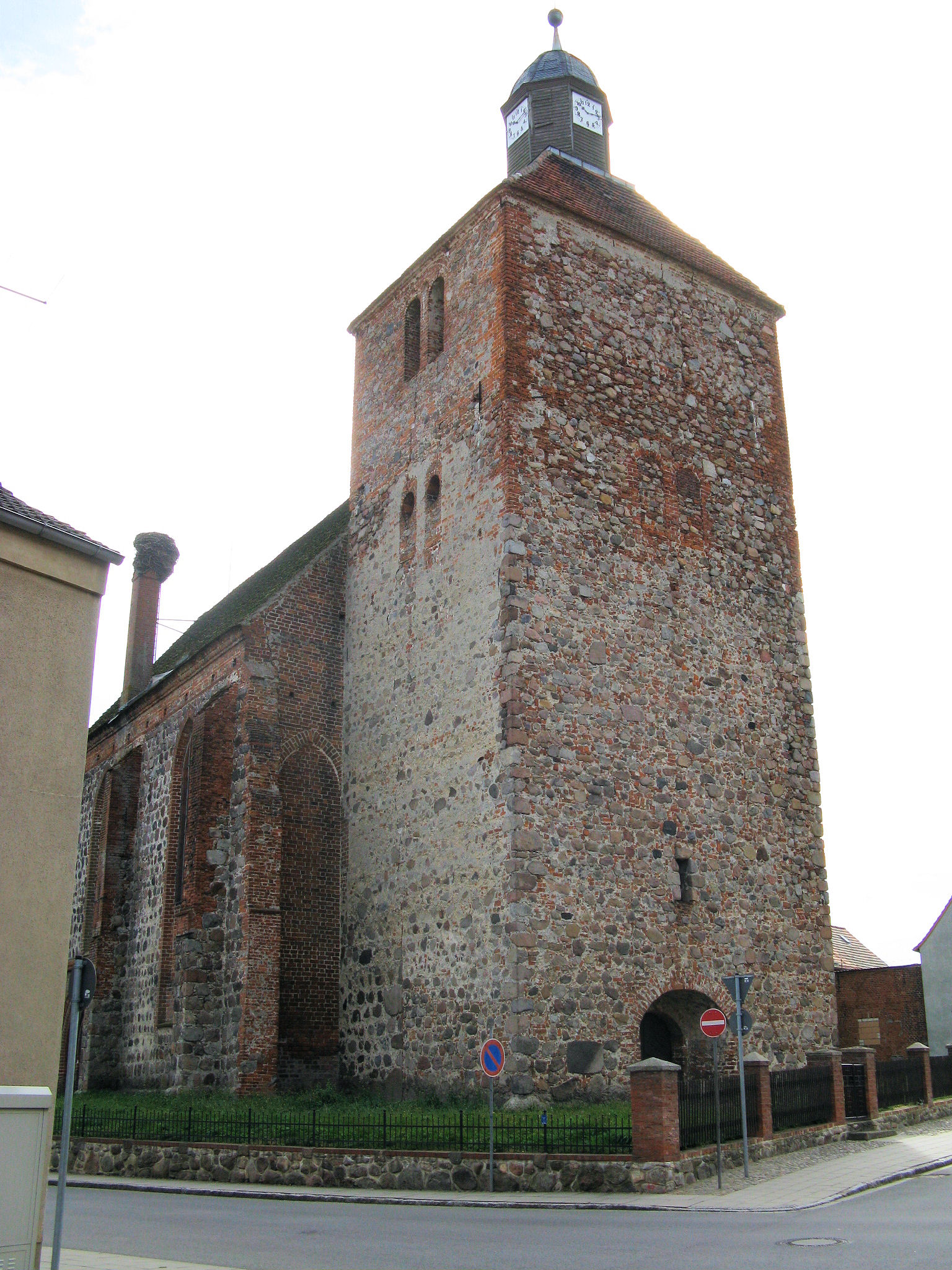
Ansicht von Nordwest

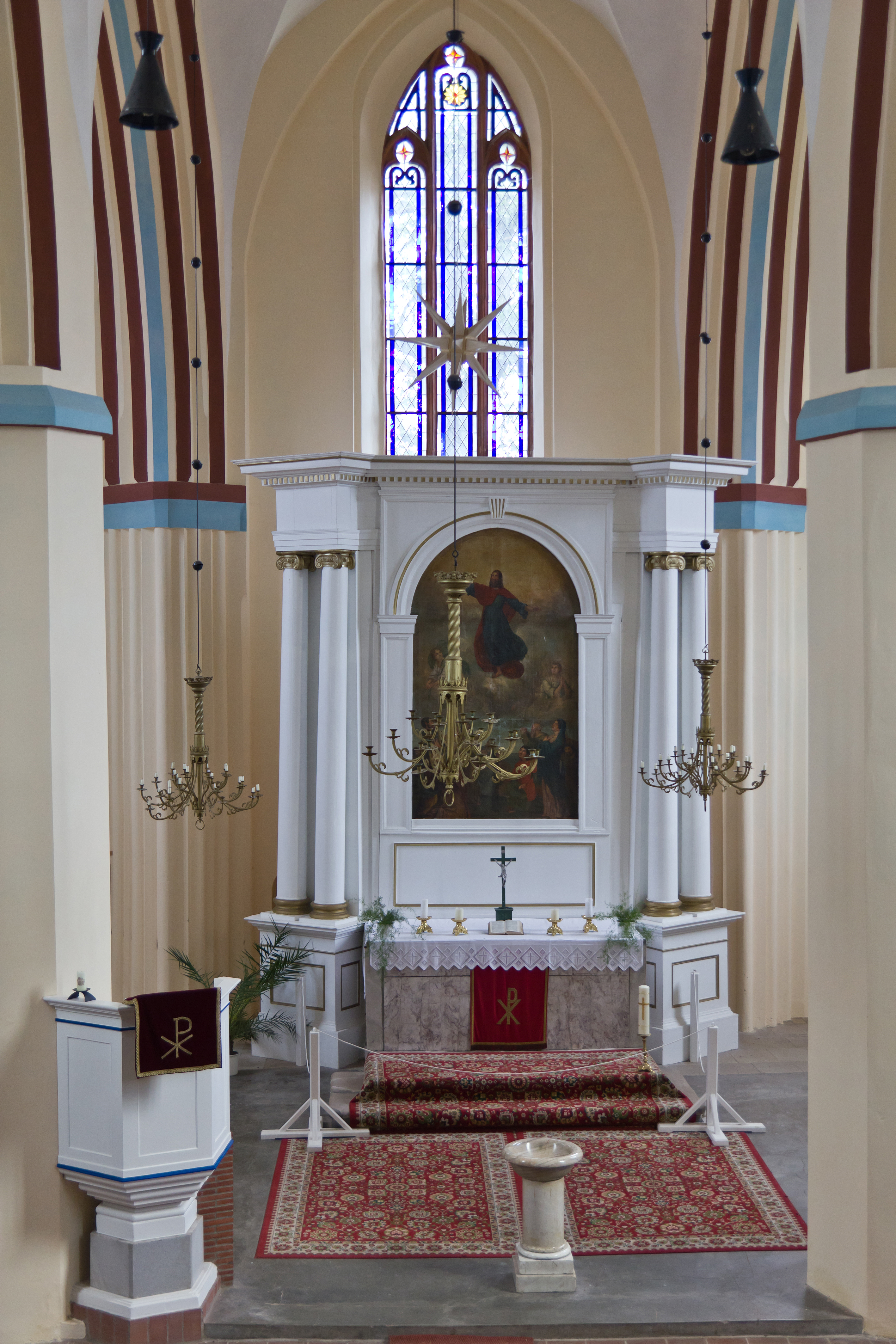
Innenansicht mit Altar

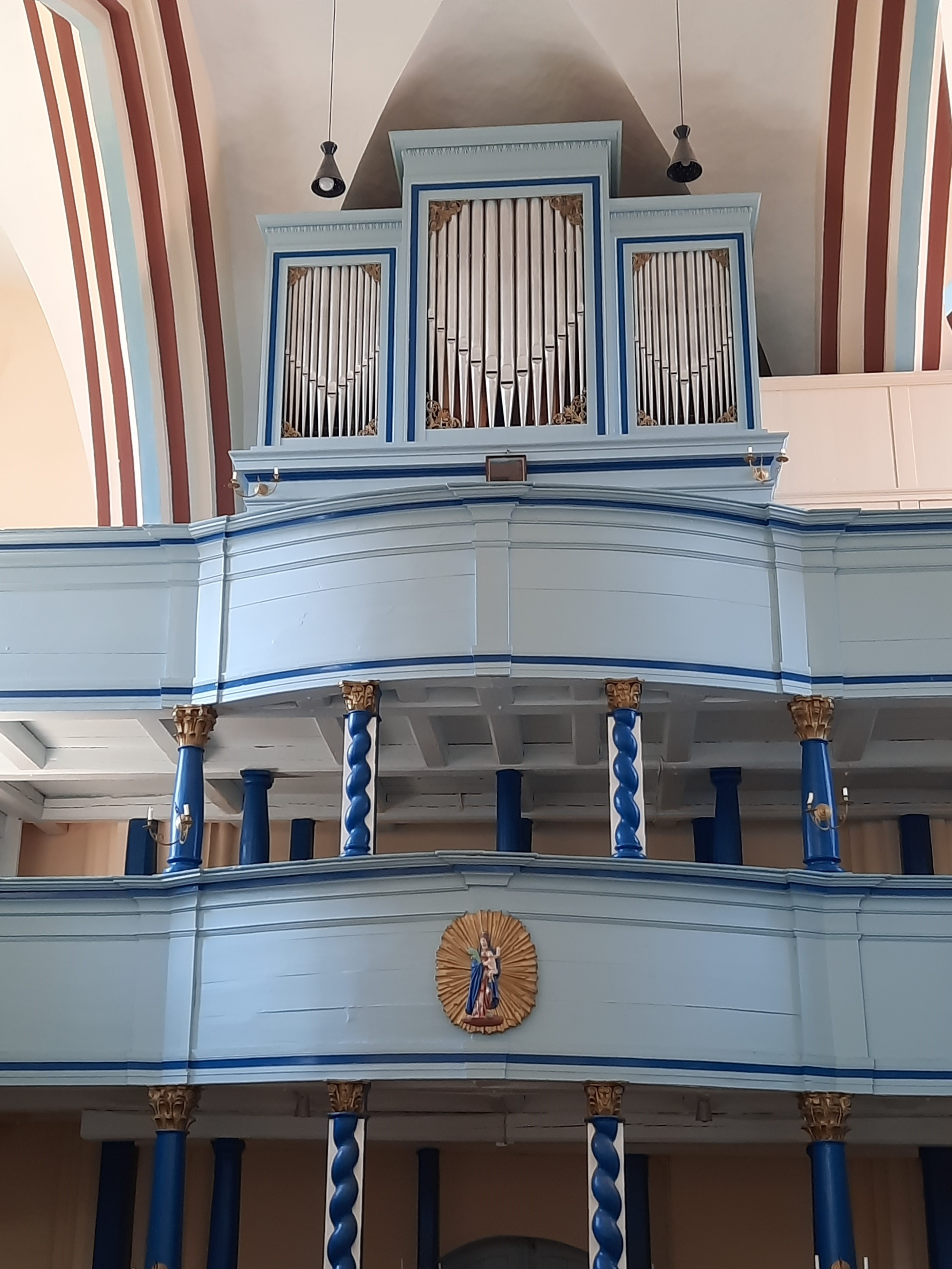
Heise-Orgel

Die evangelische Stadtkirche Freyenstein ist eine frühgotische Feldsteinkirche im Ortsteil Freyenstein von Wittstock/Dosse im Landkreis Ostprignitz-Ruppin in Brandenburg. Sie gehört zur Kirchengemeinde Meyenburg-Freyenstein im Kirchenkreis Prignitz der Evangelischen Kirche Berlin-Brandenburg-schlesische Oberlausitz.

## Geschichte und Architektur
Die Stadtkirche Freyenstein ist eine dreischiffige, dreijochige Hallenkirche aus der Zeit um 1300 mit geradem Ostschluss, die größtenteils aus Feldsteinmauerwerk unter teilweiser Verwendung von Backstein errichtet wurde. Sie entstand im Zuge der Neugründung der Stadt im Jahr 1287, als die Markgrafen Otto IV. und Konrad sie von einem Höhenrand in eine geschütztere Lage weiter nach Osten in eine Niederung der Dosse verlegten. Die Altarweihe zu Ehren der Heiligen Jungfrau Maria fand im Jahr 1325 statt. Der querrechteckige Westturm in Mittelschiffsbreite wurde vermutlich um 1500 erbaut, wobei Reste einer älteren Turmanlage einbezogen wurden. Allerdings gibt der Förderkreis Alte Kirchen Berlin-Brandenburg zu bedenken, dass der Turm nach neuesten Erkenntnissen des Historikers Dirk Schumann erst um 1700 entstand. Nach einem Brand wurde die Kirche 1718 wieder aufgebaut, wobei das Gewölbe neu eingezogen und der Turmabschluss erneuert wurde. Es wird auch angenommen, dass die Innenpfeiler zumindest teilweise aus dieser Zeit stammen.
Die Außenwände der Hallenkirche sind mit gestuften Strebepfeilern versehen, die an den Ecken orthogonal gestellt sind. Die ursprünglich hohen Spitzbogenfenster mit glatter Leibung in Backstein wurden später im unteren Teil vermauert und mit neugotischem Maßwerk versehen. Die Fenster in der aus Backstein erbauten Westwand neben dem Turm wurden vermauert. In der Ostwand sind drei hohe Spitzbogenfenster angeordnet, der schmucklose Backsteingiebel wurde erst 1718 erbaut. Das Langhaus weist in der Mitte der Nord- und Südwand Gewändeportale in rechteckigen Wandvorlagen auf, die mit Rund-, Viertel- und Birnstäben gegliedert sind. Ein ähnliches Portal ist in der Turmhalle erhalten und wird von dem mächtigen spätgotischen Westturm verdeckt, der weitgehend ungegliedert und von einem Pyramidendach mit achteckigem Dachreiter mit Haube abgeschlossen ist. Das äußere Westportal ist grob mit stichbogigem tiefem Schräggewände gestaltet.
Im Innern ist die Halle mit längsrechteckigen Jochen mit Kreuzgratgewölben von der Erneuerung nach 1718 geschlossen, die von schweren Achteckpfeilern mit schlichten Deckplatten und mehrfach gestuften Arkadenbögen getragen werden. Im Westen wurde die Kirche mit einer doppelten, nach der Mitte leicht vorgeschwungenen, im unteren Teil hufeisenförmigen Empore aus der Barockzeit ausgestattet, die im 19. Jahrhundert verändert wurde. In der Ostwand ist eine Sakramentsnische mit eiserner Tür erhalten.
Im Jahr 2007 musste das Geläut aus statischen Gründen stillgelegt werden. Zwei Jahre später erfolgte eine Bestandsaufnahme, die einen erheblichen Sanierungsbedarf aufzeigte. Im Jahr 2012 konnte das Dach des Kirchenschiffs neu erstellt und gedeckt werden; 2017/2018 wurde das Mauerwerk saniert. Die Fassade sowie der Innenraum wurden 2020 restauriert. Geplant ist, das Geläut ebenfalls wieder instand zu setzen.

## Ausstattung
Ein großer Altaraufbau zeigt ein von ionischen Doppelsäulen flankiertes Gemälde der Verklärung Christi vom Anfang des 19. Jahrhunderts. Das Gemälde wurde von April 2023 bis 2023 für insgesamt rund 21.000 Euro restauriert. Der schlichte Korb der Kanzel gehörte einst zu einem Kanzelaltar von 1770 und ist nun getrennt aufgestellt. Die Emporenbrüstung wird von einem kleinen barocken Holzrelief einer Madonna im Strahlenkranz geschmückt.
Rechts neben dem Sandsteinaltar sind drei Grabmäler derer von Winterfeldt zu finden: für Joachim Dettlov von Winterfeldt († 1733), mit lebensgroßer weiblicher Klagefigur auf hohem Inschriftsockel, für Georg Christian von Winterfeldt († 1773), mit Reliefbildnis des Verstorbenen in Marmor und für Detlof Ludewig Alexander von Winterfeldt († 1809). In der Nordwand befindet sich ein Sandsteinepitaph von 1688.
Die Orgel ist ein Werk des Orgelbauers Gottlieb Heise aus dem Jahr 1840, das 1901 von Albert Hollenbach umgebaut wurde und heute 13 Register auf einem Manual und Pedal besitzt. Das Instrument wurde von der Firma Alexander Schuke Potsdam Orgelbau restauriert. Ein Taufengel aus der Zeit um 1730 stammt aus der Dorfkirche in Brügge in der Prignitz und wird Elias Keßler zugeschrieben.